# Sundby, Malma
Sundby är en herrgård i Lilla Malma socken, Flens kommun.
Sundby omtalas i dokument första gången 1358 då Bengt Filipsson (ulv) tillsammans med sin hustru Brita Karlsdotter och hennes syster Märta 4 öresland jord i Sundby tillsammans med ytterligare jord i ett flertal byar till Johanniterklostret i Eskilstuna som betalning för den skuld systrarnas far Karl Näskonungsson (delad sköld) hade till klostret för gården Varsta som fråndömts klostret. 1385 intygade Magnus Bengtsson (ulv) att stridigheterna mellan Eskilstuna kloster och hans far Bengt Filipsson och morfar Karl Näskonungsson blivit förlikta och att alla brev därom skall annuleras med undantag av det köpebrev som gällde 4 öresland i Sundby jämte ett antal gårdar i Dunkers och Fors socknar. 1394 tilldömdes häradshövdingen i Österrekarne Lars Fadersson (djur) en äng till sin gård Sundby. Ängen låg söder om ån som skiljde Sundby och Skulsta, men hade enligt vittnesmål alltid hetat Sundby hage och hört till Sundby. Under 1500-talet varierar gårdens jordnatur. Den anges 1551 som frälse, var 1554 klosterjord och 1556 kyrkojord. 1579 doneras Sundby av hertig Karl till Hans Stuart och blev därefter åter frälse. Sundby gick i arv till sonen David Stuart (död 1657), som brukade den som utgård till Rockelsta, innan den i början av 1650-talet bebyggdes till säteri. Sundby ärvdes därefter av dottern Anna Stuart, gift med Ernst Johan Lode (död 1700). Genom reduktionskommitténs beslut 1684 minskades godset storlek betydligt men utbyttes åter till frälse 1686. Genom giftermål kom Sundby 1697 att tillhöra Ernst Johan Lodes svärson Mårten Lilliehöök (död 1714). Vid Mårten Lilliehööks död delades godset, så att sonen Carl Mauritz Lilliehöök erhöll Fräkentorp medan dottern Brita Sofia Lilliehöök (död 1745), gift med Vilhelm Gerhard von Engelhardt (död 1775), erhöll Sundby säteri. Senare kom godset att tillhöra ätten Lovisin, doktor J. E. Flodberg och därefter hans dotter fru Erika Lundgren. 1920 köptes Sundby av Knut Karlsson.
Corps de logiet av timmer i två våningar är uppfört under 1600-talet. Flyglarna i samma stil härrör troligen även de från 1600-talet.